# Callenish Circle
Callenish Circle is een melodieuze deathmetal band uit Sittard - Geleen (Nederland). Opgericht in 1992. Ze hadden een contract met Metal Blade Records en hebben door heel Europa getoerd en op vele grote festivals gespeeld. Op 10 maart 2007 gaven ze een afscheidsconcert in De Azijnfabriek in Roermond.

## Bandleden
Laatste line-up
- Remy Dieteren - gitaar
- Gavin Harte - drums
- Wim Vossen - basgitaar
- Patrick Savelkoul - zang
- Ronny Tyssen - gitaar

Vroegere leden
- Jos Evers - gitaar (Stormrider)
- Maurice Wagemans - basgitaar
- John Gorissen - basgitaar
- René Rokx - basgitaar (Chemical Breath, Form, ex-Retribution)
- Roland Schuschke - basgitaar (bass solo op "Suffer my Disbelief")
- Ralph Roelvink - basgitaar (ex-Genetic Wisdom, Why She Kills)

## Discografie
- 1995: Lovelorn (demo)
- 1996: Drift of Empathy (album)
- 1998: Escape (EP)
- 1999: Graceful... Yet Forbidding (album)
- 2002: Flesh Power Dominion (album)
- 2003: My Passion // Your Pain (album)
- 2004: Forbidden Empathy (best of/compilatie)
- 2005: Pitch.Black.Effects (album)